# Bobotie
Le bobotie est un plat sud-africain à base de viande hachée, de sauce tomate, de chutney, de raisins secs, d'épices, et d'une garniture à base d'œuf et de pain imbibé de lait.
Il est gratiné au four, et servi avec du riz, agrémenté de légumes, de fruits, ou de fruits à coque.

## Origine
Le bobotie semble être une variante du patinam ex lacte, un plat décrit par l'écrivain romain Apicius, composé de couches de viande cuite, de pignons de pin et assaisonné de poivre, de graines de céleri et d'asafoetida. Le plat est cuit jusqu'à ce que les saveurs se mélangent, puis une couche d'œuf et de lait est ajoutée. Une fois cette couche prise, le plat est prêt à être servi. C. Louis Leipoldt, écrivain et gourmet sud-africain, a écrit que la recette était connue en Europe depuis le XVIIe siècle.
La recette provient  probablement des colonies hollandaises de Batavia. La recette a été importée en Afrique du Sud depuis le XVIIe siècle et a été adoptée par la communauté des Malais du Cap,.
La recette a été emportée par des colons sud-africains partout en Afrique (Kenya, Botswana, Zimbabwe et Zambie). On la retrouve même parmi les 7 000 colons Boers qui se sont installés dans la Vallée de Chubut en Argentine au début du XXe siècle.

## Étymologie
L'origine du mot bobotie est controversée. Le dictionnaire étymologique afrikaans affirme que l'origine probable est le mot malais boemboe, qui signifie mélange d'épices. D'autres pensent qu'il provient de bobotok, un plat indonésien composé d'ingrédients totalement différents. La première recette de bobotie est apparue dans un livre de cuisine hollandais en 1609.

## Composition

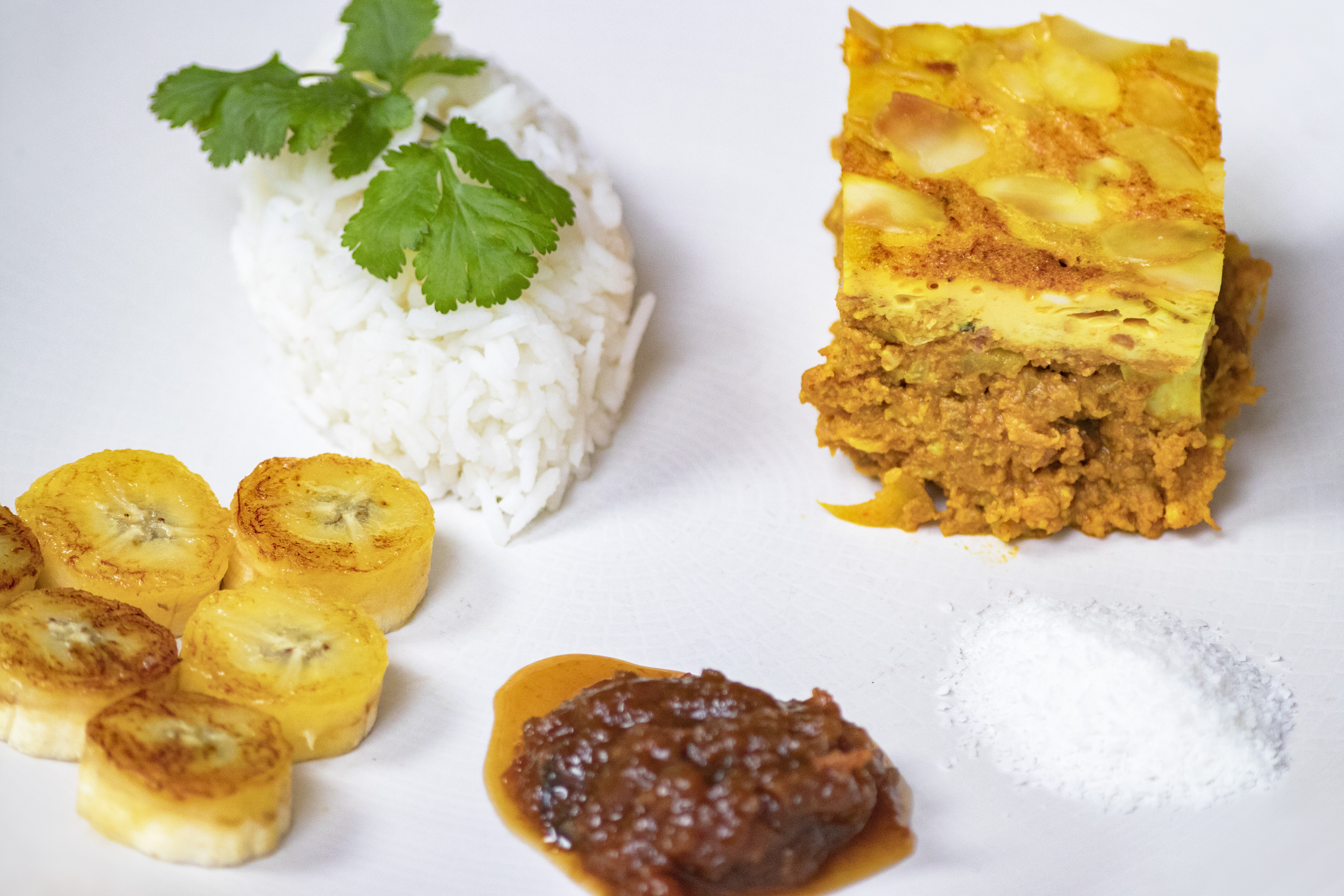
Assiette de bobotie et accompagnement. Le mélange d’œuf de lait et de curcuma est cuit au dessus de la préparation de viande.

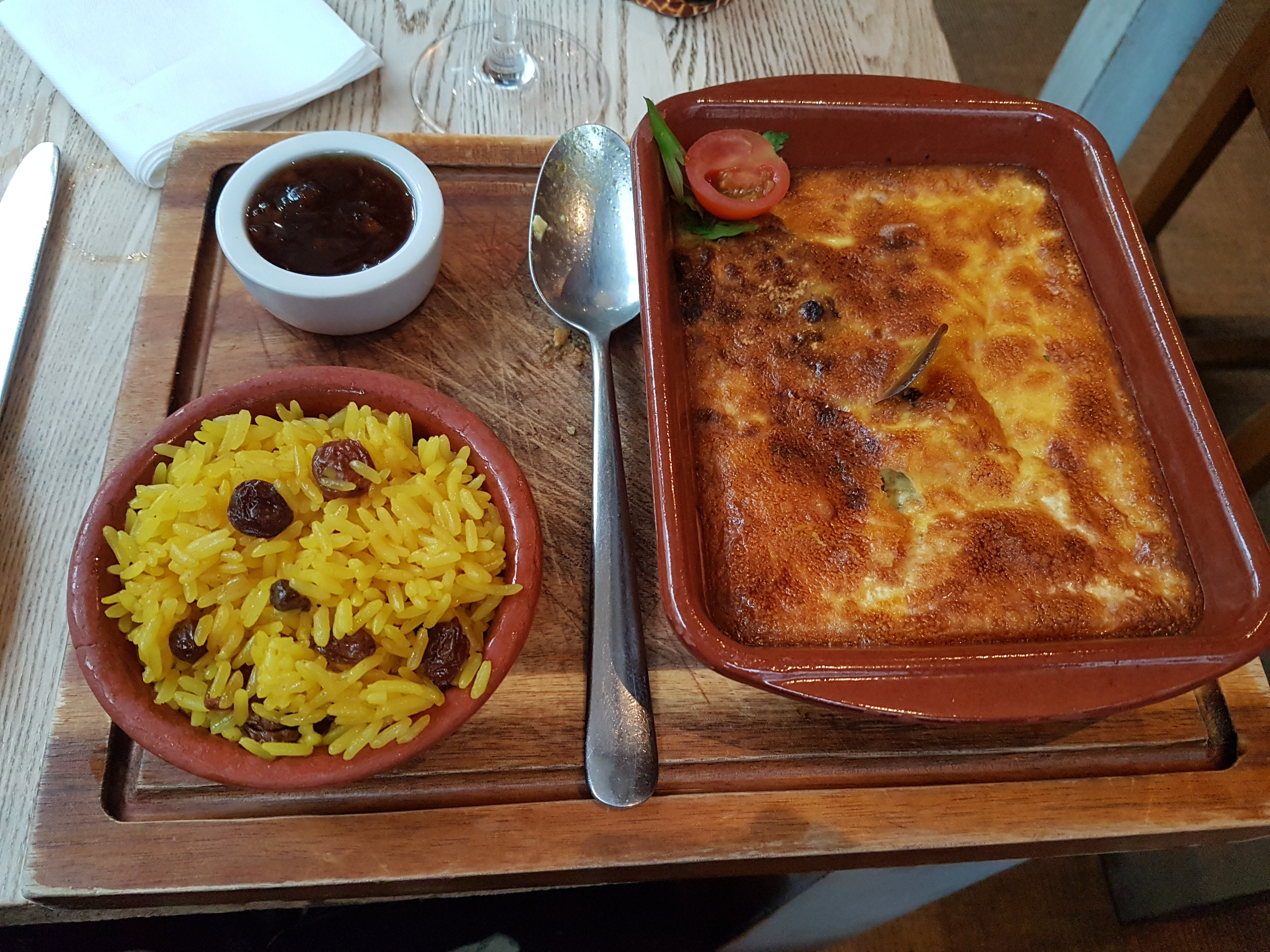
Repas de bobotie et accompagnement.

Le bobotie a d’abord été fait avec du mouton ou du porc, aujourd'hui il est fait avec du bœuf ou de l'agneau.
De la poudre de curry, du sambal ou du chutney, du gingembre, de la marjolaine, du zeste de citron, des oignons, des fruits secs comme des abricots ou des raisins secs, des noix, noix de coco, ou des bananes, agrémentent le plat, souvent servi avec du riz basmati coloré au curcuma.